# Squamish (fiume)
Lo Squamish è un fiume del Canada che scorre nella Columbia Britannica. È un tributario della Baia di Howe presso la cittadina di Squamish.